# Salto con gli sci ai IX Giochi olimpici invernali - Trampolino lungo
La gara dal trampolino lungo (K95) ai IX Giochi olimpici invernali si disputò il 9 febbraio dalle 15:47 sul Bergisel e parteciparono 52 atleti di 15 diverse nazionalità, che effettuarono tre salti con valutazione della distanza e dello stile; ai fini della classifica furono considerate le due prove migliori di ciascun atleta. Al termine del primo salto la classifica era guidata dal finlandese Veikko Kankkonen davanti al norvegese Toralf Engan, al tedesco Dieter Neuendorf e all'altro norvegese Torgeir Brandtzæg. Nel secondo salto Engan e Brandtzæg precedettero invece Kankkonen, mentre Neuendorf non andò oltre il quindicesimo posto. Nel terzo salto Brandtzæg fu primo davanti allo svedese Kjell Sjöberg e - terzi a pari merito - al sovietico Aleksandr Ivannikov e al tedesco Dieter Bokeloh; Neuendorf fu sesto, Engan trentunesimo e Kankkonen trentanovesimo. I punteggi dei primi due salti assicurarono a Engan e a Kankkonen, rispettivamente, l'oro e l'argento, mentre Brandtzæg fu bronzo grazie ai risultati del secondo e del terzo salto.

## Classifica
| Pos.    | Atleta              | Nazione          | 1º salto | 1º salto | 2º salto | 2º salto | 3º salto | 3º salto | Totale |
| Pos.    | Atleta              | Nazione          | M.       | P.       | M.       | P.       | M.       | P.       | Totale |
| ------- | ------------------- | ---------------- | -------- | -------- | -------- | -------- | -------- | -------- | ------ |
| Oro     | Toralf Engan        | Norvegia         | 93,5     | 114,7    | 90,5     | 116,0    | 73,0     | 88,9     | 230,7  |
| Argento | Veikko Kankkonen    | Finlandia        | 95,5     | 118,9    | 90,5     | 110,0    | 88,0     | 85,6     | 228,9  |
| Bronzo  | Torgeir Brandtzæg   | Norvegia         | 92,0     | 109,1    | 90,0     | 113,2    | 87,0     | 114,0    | 227,2  |
| 4       | Dieter Bokeloh      | Germania         | 92,0     | 108,1    | 83,0     | 99,5     | 83,5     | 106,5    | 214,6  |
| 5       | Kjell Sjöberg       | Svezia           | 90,0     | 103,8    | 82,0     | 98,8     | 85,0     | 110,6    | 214,4  |
| 6       | Aleksandr Ivannikov | Unione Sovietica | 90,0     | 106,8    | 81,5     | 99,2     | 83,5     | 106,5    | 213,3  |
| 7       | Helmut Recknagel    | Germania         | 89,0     | 107,0    | 86,5     | 105,8    | 78,0     | 98,2     | 212,8  |
| 8       | Dieter Neuendorf    | Germania         | 92,5     | 109,8    | 84,5     | 102,8    | 83,0     | 101,8    | 212,6  |
| 9       | Józef Przybyła      | Polonia          | 92,0     | 106,1    | 87,5     | 105,2    | 74,5     | 88,5     | 211,3  |
| 10      | Dalibor Motejlek    | Cecoslovacchia   | 90,5     | 106,5    | 84,5     | 102,3    | 80,0     | 99,6     | 208,8  |
| 11      | Yukio Kasaya        | Giappone         | 87,0     | 101,6    | 86,0     | 105,1    | 70,0     | 85,9     | 206,7  |
| 12      | Willi Egger         | Austria          | 86,5     | 100,0    | 87,0     | 106,0    | 80,5     | 98,7     | 206,0  |
| 13      | Giacomo Aimoni      | Italia           | 88,0     | 102,3    | 86,0     | 103,6    | 79,0     | 97,4     | 205,9  |
| 14      | Kalle Nillo Halonen | Finlandia        | 88,0     | 105,8    | 83,0     | 100,0    | 78,0     | 96,2     | 205,8  |
| 15      | Piotr Wala          | Polonia          | 86,5     | 97,0     | 88,0     | 105,9    | 80,0     | 99,6     | 205,5  |
| 16      | Bjørn Wirkola       | Norvegia         | 85,0     | 99,2     | 85,0     | 104,9    | 78,0     | 99,2     | 204,1  |
| 17      | Otto Leodolter      | Austria          | 87,0     | 101,1    | 85,0     | 102,9    | 73,5     | 88,9     | 204,0  |
| 18      | Baldur Preiml       | Austria          | 84,5     | 96,1     | 87,0     | 106,0    | 78,0     | 97,2     | 203,2  |
| 19      | Zbyněk Hubač        | Cecoslovacchia   | 88,0     | 102,3    | 83,0     | 99,5     | 80,0     | 99,6     | 201,9  |
| 20      | Pyotr Kovalenko     | Unione Sovietica | 87,0     | 99,1     | 81,5     | 96,2     | 81,0     | 102,3    | 201,4  |
| 21      | Karl-Heinz Munk     | Germania         | 91,5     | 74,4     | 87,0     | 104,5    | 80,0     | 96,1     | 200,6  |
| 22      | Josef Matouš        | Cecoslovacchia   | 85,0     | 96,2     | 88,5     | 104,1    | 79,5     | 63,0     | 200,3  |
| 23      | Ensio Hyytiä        | Finlandia        | 87,0     | 101,6    | 80,0     | 94,4     | 76,5     | 96,9     | 198,5  |
| 24      | Eugene Kotlarek     | Stati Uniti      | 87,0     | 100,1    | 81,0     | 93,6     | 79,0     | 97,4     | 197,5  |
| 25      | Nilo Zandanel       | Italia           | 87,5     | 100,7    | 81,5     | 96,7     | 70,0     | 83,9     | 197,4  |
| 26      | Andrzej Sztolf      | Polonia          | 85,0     | 96,7     | 82,0     | 96,3     | 79,5     | 99,5     | 196,2  |
| 27      | K'oba Ts'akadze     | Unione Sovietica | 87,0     | 99,1     | 80,5     | 96,5     | 75,5     | 94,7     | 195,6  |
| 28      | Torbjørn Yggeseth   | Norvegia         | 85,0     | 96,7     | 82,0     | 98,8     | 74,0     | 91,4     | 195,5  |
| 29      | Kurt Elimä          | Svezia           | 84,0     | 93,5     | 85,0     | 98,9     | 79,0     | 96,4     | 195,3  |
| 29      | David Hicks         | Stati Uniti      | 89,5     | 100,1    | 81,5     | 95,2     | 74,0     | 89,9     | 195,3  |
| 31      | Antero Immonen      | Finlandia        | 86,0     | 98,9     | 80,0     | 95,9     | 76,5     | 94,9     | 194,8  |
| 32      | Olle Martinsson     | Svezia           | 80,5     | 87,9     | 84,0     | 99,7     | 76,0     | 93,8     | 193,5  |
| 33      | Ansten Samuelstuen  | Stati Uniti      | 81,5     | 93,0     | 80,5     | 96,0     | 73,5     | 90,9     | 189,0  |
| 34      | László Gellér       | Ungheria         | 87,0     | 65,6     | 82,0     | 95,3     | 77,5     | 92,1     | 187,4  |
| 35      | Ryszard Witke       | Polonia          | 86,0     | 96,4     | 78,0     | 89,0     | 74,0     | 90,9     | 187,3  |
| 36      | Miro Oman           | Jugoslavia       | 80,5     | 89,4     | 79,0     | 92,2     | 76,0     | 93,3     | 185,5  |
| 37      | Naoki Shimura       | Giappone         | 82,0     | 94,1     | 76,5     | 90,4     | 66,0     | 78,4     | 184,5  |
| 38      | Nikolay Kamensky    | Unione Sovietica | 79,0     | 89,4     | 79,5     | 94,3     | 73,0     | 89,9     | 184,2  |
| 39      | Peter Eržen         | Jugoslavia       | 84,0     | 93,0     | 75,5     | 84,9     | 74,0     | 88,4     | 181,4  |
| 40      | Božo Jemc           | Jugoslavia       | 82,0     | 89,6     | 79,5     | 91,3     | 73,0     | 84,9     | 180,9  |
| 41      | John Balfanz        | Stati Uniti      | 83,0     | 94,8     | 73,5     | 83,4     | 71,0     | 85,4     | 180,2  |
| 42      | Ludvik Zajc         | Jugoslavia       | 84,0     | 91,5     | 78,5     | 88,6     | 67,0     | 78,9     | 180,1  |
| 43      | Sepp Lichtenegger   | Austria          | 77,5     | 48,9     | 87,0     | 102,0    | 68,0     | 77,9     | 179,9  |
| 44      | Yosuke Eto          | Giappone         | 80,0     | 91,4     | 73,0     | 83,9     | 70,0     | 86,4     | 177,8  |
| 45      | Kaare Lien          | Canada           | 83,5     | 91,4     | 73,0     | 83,9     | 62,0     | 74,0     | 175,3  |
| 46      | Heribert Schmid     | Svizzera         | 78,0     | 84,9     | 78,5     | 90,1     | 64,0     | 77,6     | 175,0  |
| 47      | Sadao Kikuchi       | Giappone         | 78,5     | 87,4     | 74,5     | 87,4     | 70,0     | 86,9     | 174,8  |
| 48      | Josef Zehnder       | Svizzera         | 80,0     | 88,9     | 73,0     | 47,9     | 68,0     | 83,4     | 172,3  |
| 49      | László Csávás       | Ungheria         | 75,0     | 81,4     | 74,0     | 83,9     | 71,0     | 85,9     | 169,8  |
| 50      | John McInnes        | Canada           | 79,0     | 86,4     | 73,5     | 80,9     | 66,0     | 79,4     | 167,3  |
| 51      | Ueli Scheidegger    | Svizzera         | 73,0     | 42,4     | 70,0     | 78,9     | 65,0     | 75,4     | 154,3  |
| 52      | Holger Karlsson     | Svezia           | 73,0     | 75,4     | 64,5     | 75,7     | 73,0     | 54,4     | 151,1  |